# Міддлкрік Тауншип (округ Сомерсет, Пенсільванія)
Міддлкрік Тауншип (англ. Middlecreek Township) — селище (англ. township) в США, в окрузі Сомерсет штату Пенсільванія. Населення — 832 особи (2020).

## Демографія
Згідно з переписом 2010 року, у селищі мешкало 875 осіб у 373 домогосподарствах у складі 264 родин. Було 1439 помешкань
Расовий склад населення:
| - 99,1 % — білих - 0,1 % — корінних американців |

До двох чи більше рас належало 0,7 %. Частка іспаномовних становила 0,5 % від усіх жителів.
За віковим діапазоном населення розподілялося таким чином: 19,7 % — особи молодші 18 років, 59,4 % — особи у віці 18—64 років, 20,9 % — особи у віці 65 років та старші. Медіана віку мешканця становила 47,6 року. На 100 осіб жіночої статі у селищі припадало 107,8 чоловіків;  на 100 жінок у віці від 18 років та старших — 106,2 чоловіків також старших 18 років.
Середній дохід на одне домашнє господарство  становив 66 159 доларів США (медіана — 49 091), а середній дохід на одну сім'ю — 67 577 доларів (медіана — 61 250). Медіана доходів становила 55 806 доларів для чоловіків та 26 667 доларів для жінок. За межею бідності перебувало 10,0 % осіб, у тому числі 26,9 % дітей у віці до 18 років та 11,6 % осіб у віці 65 років та старших.
Цивільне працевлаштоване населення становило 459 осіб. Основні галузі зайнятості: роздрібна торгівля — 21,4 %, мистецтво, розваги та відпочинок — 16,6 %, освіта, охорона здоров'я та соціальна допомога — 16,6 %.